# Пряниковий чоловічок
Пряниковий чоловічок — це Різдвяне печиво, виготовлене на основі імбирного пряника, зазвичай у вигляді фігурки схожої на людину або кумедного чоловічка. Також, залежно від сезону (Різдво, Гелловін, Великдень тощо) печиво може бути випеченим у вигляді різних персонажів або форм.

## Історія
Ранні згадки про пряники з'явилися з XV століття, тоді як фігурне печиво почали виготовляти в XVI столітті. Отож перші засвідчені відомості про імбирне печиво у вигляді чоловічка була при дворі Єлизавети I. За час її правління пряникові фігурки виготовлялися за подобою важливих гостей. Саме тому сучасні імбирні пряники мають людську подобу.
Існує декілька пояснень чому пряникових чоловічків почали випікати саме до різдвяних свят. Дехто вважає що завдяки додаванню до тіста спецій печиво має зігрівальну дію, особливо цінну холодної пори року. На іншу ж думку, це звичай випікати пряникових чоловічків в особливих випадках, тож Різдво стало чудовим приводом для розповсюдження цього печива як святкових смаколиків.

## Рецепт та властивості

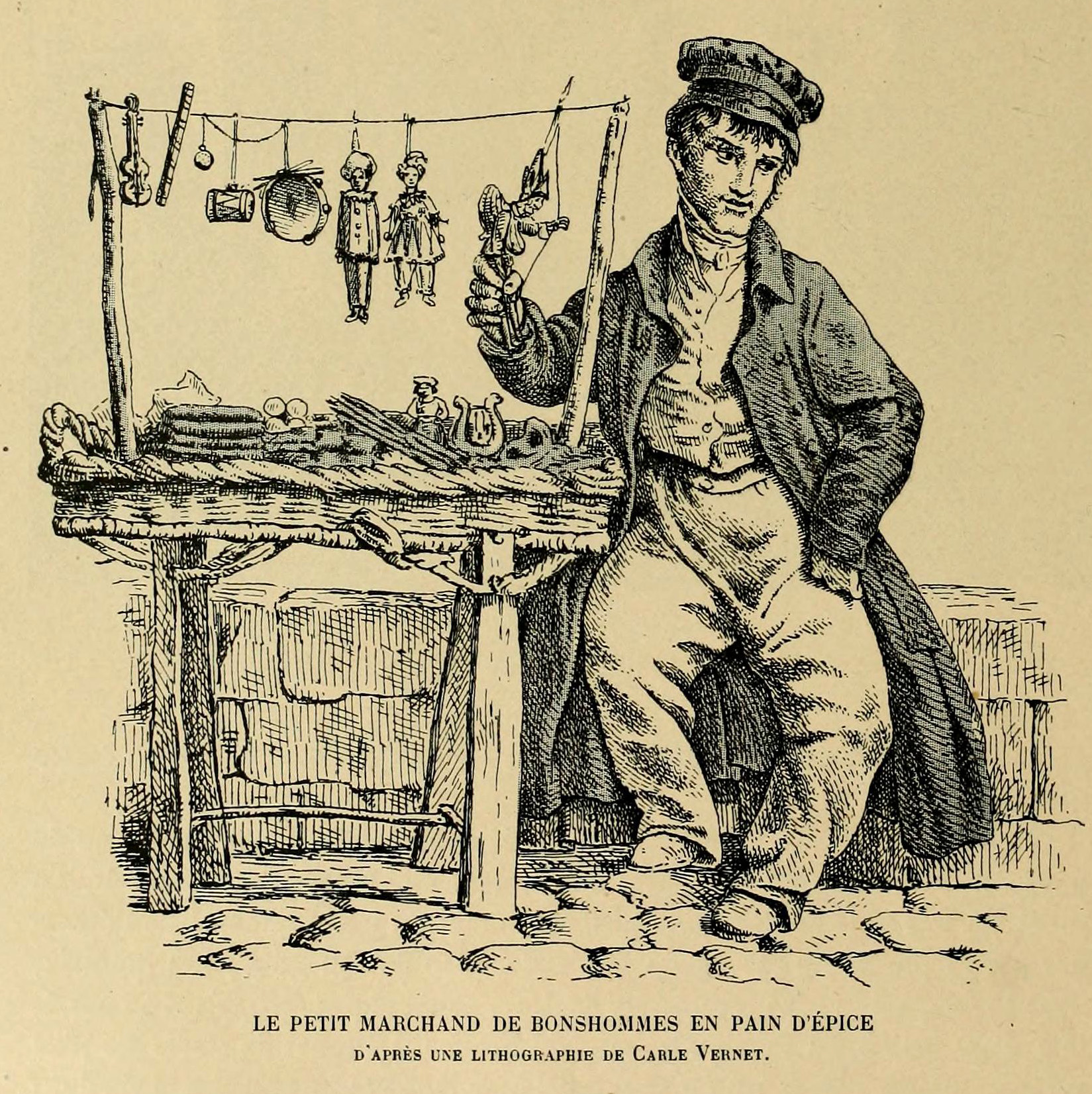
Продавець пряників (1902)

Спосіб виготовлення та вміст спецій пряникових чоловічків змінювалися протягом століть і на початках, не потребував додавання імбиру. Мед та цукор також з часом замінили на патоку, що надала печиву властивий йому коричневий відтінок.
Вважається що завдяки суміші різних спецій, у давні часи спосіб виготовлення пряникових чоловічків прирівнювався до рецептів народної медицини, що мали на меті допомогти молодим дівчатам закохати у себе вподобаних парубків. Тож за переказами, коли хлопець з'їдав печиво приготоване саме для нього, він шалено закохувався у дівчину яка його випекла.
Завдяки звичаям святкувати Різдво у різних куточках світу та інтернету, сучасні пряникові чоловічки виготовляються з додаванням приблизно однакового набору спецій, а саме імбиру, кориці, гвоздики та мускатного горіха. Більшість пряникових чоловічків мають узагальнений й віддалено людиноподібний вигляд, з короткими ногами та руками без дрібниць. У багатьох є обличчя, але від способу виготовлення залежить, чи дрібнички виготовлені за допомогою пресованих форм або нанесені глазур'ю чи шоколадом. Серед інших прикрас та додатків до пряника-чоловічка, поширені: волосся, манжети сорочки та взуття, але, безумовно, найбільш знаною прикрасою є ґудзики, які зазвичай представлені у вигляді шоколадних драже, глазурі або родзинок.

## Світові досягнення
За даними Книги рекордів Гіннеса, найбільший у світі пряниковий чоловічок був виготовлений співробітниками магазину IKEA Furuset в Осло, 9 листопада 2009 року. Печиво важило 1435,2 фунта (651 кг).